# Analfabetka, która potrafiła liczyć
Analfabetka, która potrafiła liczyć (szw. Analfabeten som kunde räkna) – druga powieść szwedzkiego pisarza Jonasa Jonassona, wydana w 2013 r. przez wydawnictwo Piratförlaget.

## Fabuła
Książka oparta jest na założeniu, że człowiek z każdego środowiska może osiągnąć wszystko. Bohaterką książki jest Nombeko Mayeki, pochodząca z Soweto, biednej i niebezpiecznej dzielnicy Johannesburga, w sercu apartheidu. Jest analfabetką, jak większość otaczających ją ludzi, ale ma niezwykły talent do liczb. Dodaje, odejmuje, mnoży, dzieli bez pomocy kalkulatora, dzięki czemu zostaje prawą ręką kierownika wydziału toalet publicznych, który sam nie radzi sobie z matematyką. Gdy wreszcie udaje się nakłonić kogoś, by udzielał jej lekcji czytania i opanowuje tę umiejętność, świat staje dla niej otworem. .
Pragnąc nauczyć się czytać, wyruszyła pieszo do stolicy, gdzie znajduje się biblioteka narodowa. Na rogatkach miasta potrącił ją pijany inżynier. Dziewczyna jest czarna, inżynier biały. Zniszczyła mu samochód, musi zatem zapłacić  odszkodowanie, a że nie ma pieniędzy, powinna odpracować przez siedem lat. Wyrok nie wydaje się aż tak okrutny dla piętnastoletniej Nombeko, która planuje ucieczkę, gdy tylko zrosną jej się połamane w wypadku kości. Los sprawia, że trafia do tajnej, pilnie strzeżonej bazy, zajmującej się konstruowaniem bomby atomowej. Po wielu perypetiach dociera do Szwecji wraz z wielotonową bombą, którą pragnie przekazać w dobre ręce. Dzięki temu dostąpiła przywileju zjedzenia kolacji z królem i premierem Szwecji. Zanim jednak do nich dotarła po drodze doświadcza szeregu zabawnych, czasem absurdalnych i niebezpiecznych, przygód. Zmienne koleje losu kierują Nombeko w podróż po kilku kontynentach i dają możliwość, aby rozwiązała kilka światowych problemów. Na swej drodze spotyka szereg barwnych postaci, m.in. prezydenta Chin, Nelsona Mandelę, Jimmy’ego Cartera, konstruktora bomb, bibliofila-kryminalistę, fanatyków szwedzkiej monarchii i fałszerzy sztuki orientalnej. Całość fabuły przedstawiona została z humorem typowym dla Jonasa Jonassona .   